# فرودگاه سنترال ویسکانسن
فرودگاه سنترال ویسکانسن (به انگلیسی: Central Wisconsin Airport) یک فرودگاه همگانی بهره‌برداری هوایی با کد یاتا CWA است که یک باند فرود بتن دارد و طول باند آن ۲۳۳۰ متر است. این فرودگاه در شهر واسا، ویسکانسین کشور ایالات متحده آمریکا قرار دارد و در ارتفاع ۳۸۹ متری از سطح دریا واقع شده‌است.

## شرکت‌های هواپیمایی و مقصدهای پروازی

### مسافری

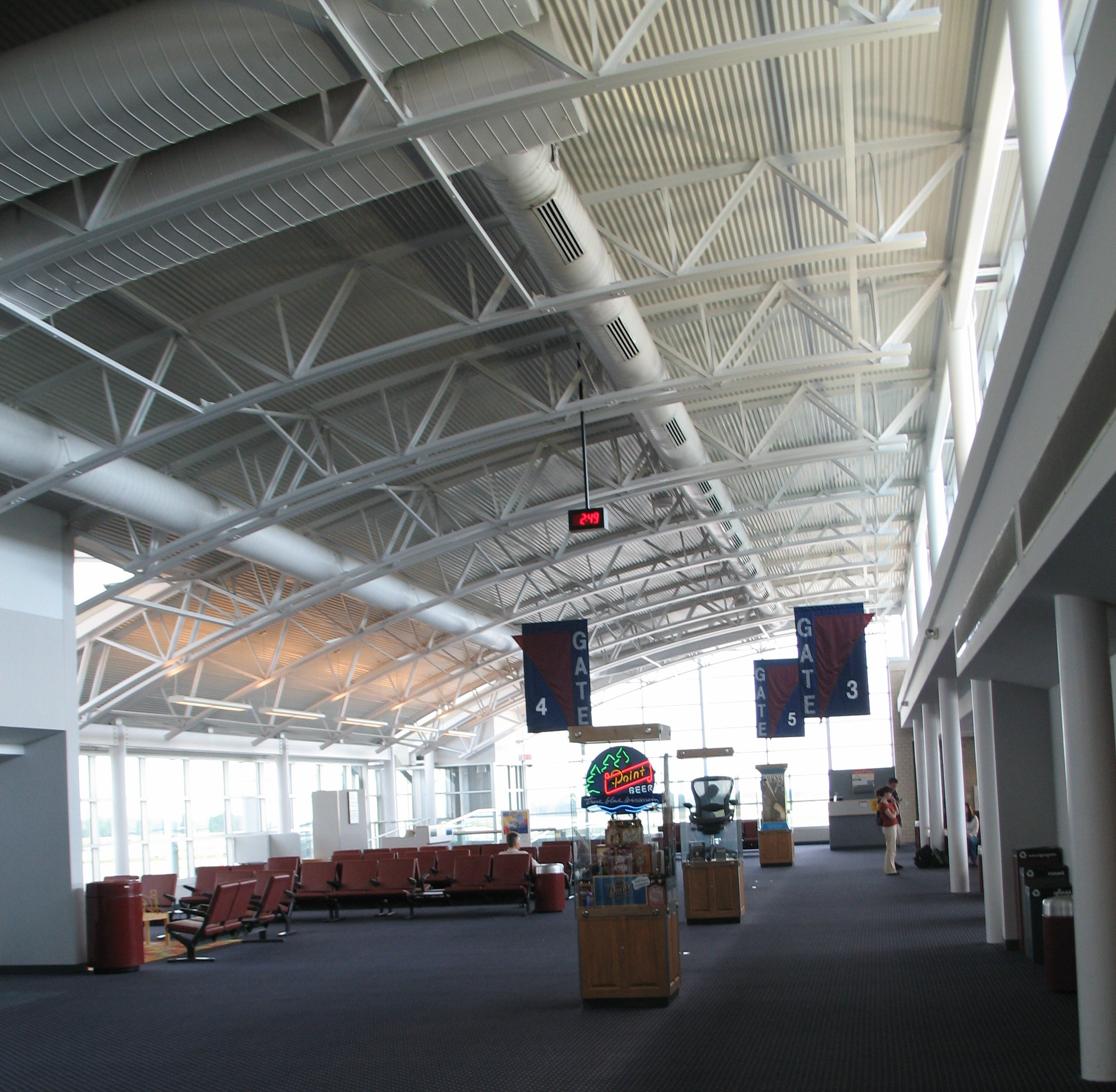
Gate area

| شرکت‌های هواپیمایی | مقصدهای پروازی                                    | Refs  |
| ----------------- | ------------------------------------------------- | ----- |
| امریکن ایگل       | اوهر شیکاگو                                       | [ ۱ ] |
| دلتا کانکشن       | متروپولیتن شهرستان وین دیترویت، مینیاپولیس−سنت پل | [ ۲ ] |
| یونایتد اکسپرس    | اوهر شیکاگو                                       | [ ۳ ] |

### Cargo operations

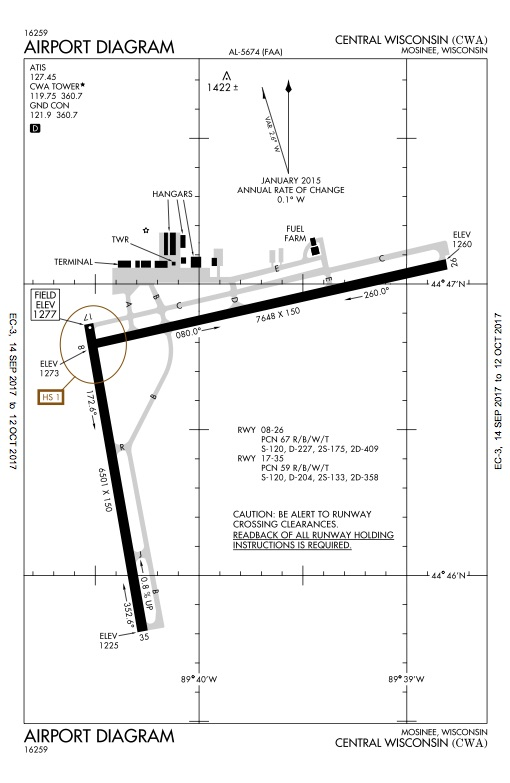
November 2006 Airport Diagram

| شرکت‌های هواپیمایی                | مقصدهای پروازی                               |
| -------------------------------- | -------------------------------------------- |
| فدکس اکسپرس اجرا توسط سی‌اس‌ای ایر | منطقه‌ای شهرستانی دین، ژنرال میچل             |
| Freight Runners Express          | ژنرال میچل، محلی ویتمن، بخش ریدلاندر اونئیدا |
| Pro Aire Cargo                   | بخش ریدلاندر اونئیدا                         |

### Statistics
| Carrier      | Passengers (arriving and departing) |
| ------------ | ----------------------------------- |
| Endeavor Air | ۱۱۲,۰۰۰(48.42%)                     |
| اسکای‌وست     | ۴۳,۸۳۰(18.95%)                      |
| انووی ایر    | ۴۳,۷۳۰(18.91%)                      |
| ExpressJet   | ۳۱,۲۶۰(13.52%)                      |
| Sun Country  | ۴۶۰(0.20%)                          |

| Rank | Airport                        | Passengers | Carriers         |
| ---- | ------------------------------ | ---------- | ---------------- |
| 1    | اوهر شیکاگو                    | 53,870     | American, United |
| 2    | مینیاپولیس−سنت پل              | 37,700     | Delta            |
| 3    | متروپولیتن شهرستان وین دیترویت | 25,060     | Delta            |